# Lorena Zuleta
Lorena Alexandra Zuleta García (Cali, 16 gennaio 1981) è una pallavolista colombiana.
Gioca nel ruolo di centrale nel Nakornnonthaburi.

## Carriera

### Club
La carriera di Lorena Zuleta inizia nei tornei amatoriali colombiani, giocando per la formazione statale della Valle del Cauca. Nel 2002 ottiene una borsa di studio negli Stati Uniti d'America, giocando così per la CSU Fresno nella NAIA Division I per quattro annate, vincendo un titolo NAIA.
Nella stagione 2006-07 firma il suo primo contratto professionistico in Svizzera col Bellinzona, nella Lega Nazionale A, mentre nella stagione seguente gioca in Spagna, col Murcia, impegnato in Superliga 2.
Nel campionato 2008-09 approda in Germania, dove partecipa alla 1. Bundesliga col Köpenicker di Berlino, mentre dal campionato seguente inizia una lunga militanza nella serie cadetta italiana, cambiando però club ogni annata, difendendo così i colori dell'Aprilia, del Busnago e dell'Antares di Sala Consilina.
Nella stagione 2012-13 approda nella massima divisione italiana col Crema, che tuttavia si ritira a campionato in corso per problemi economici, così conclude l'annata in Indonesia col Jakarta Popsivo; nella stagione successiva torna a giocare nella massima divisione elvetica, questa volta difendendo i colori del Neuchâtel.
Nel campionato 2014-15 è nuovamente nel massimo torneo tedesco, tuttavia vestendo la maglia del Suhl, mentre nel campionato seguente gioca in Kazakistan con l'Astana, che lascia per concludere l'annata nella Serie A2 italiana con la Trentino Rosa. Nella stagione 2016-17 gioca per un altro club kazako, lo Žetysu, che però lascia nel corso dell'annata, approdando poco dopo al Casalmaggiore, con cui disputa il finale stagione.
Per il campionato 2017-18 è sempre in Italia, accasandosi alla Wealth Planet Perugia, in Serie A2, mentre nel campionato seguente emigra nella massima divisione francese per difendere i colori del Mougins. Nella stagione 2019-20 gioca nella Volleyball Thailand League con il Nakornnonthaburi.

Nella stagione 2024-2025 approda in serie B2 al Massavolley per esprimere al meglio il gioco di mister Penazzi Luca e il vice Jerry.

### Nazionale
Nel 1996 fa parte della nazionale colombiana Under-20, che partecipa al campionato sudamericano di categoria.
Dal 2009 gioca per la nazionale colombiana maggiore, venendo anche eletta miglior servizio al campionato sudamericano 2011 e conquistando la medaglia d'argento al campionato sudamericano 2017.

## Palmarès

### Club
- NAIA Division I: 1

2003

### Premi individuali
- 2011 - Campionato sudamericano: Miglior servizio